# Symphonic Cinema
Symphonic Cinema is een filmgenre, dat in 2010 werd geïntroduceerd door filmregisseur Lucas van Woerkum. Dit filmgenre vertaalt de verhalen in klassieke en hedendaagse orkest- of kamermuziek naar filmscenario's. Een Symphonic Cinema film wordt synchroon met de live uitgevoerde muziek vertoond in concertzalen. Zittend in het symfonieorkest stuurt Lucas van Woerkum de filmbeelden aan vanaf een touchscreen met speciaal ontwikkelde software. In november 2010 maakte hij in opdracht van Het Koninklijk Concertgebouworkest de film Scale op de compositie Scale, le Tombeau de Mahler van Willem Jeths. In het voorjaar van 2011 ging The Isle of the Dead, gebaseerd op Die Toteninsel van Sergej Rachmaninov in première in een uitvoering van Het Residentie Orkest. De film werd tevens vertoond in het Van Gogh Museum.  
Op het Nederlands Film Festival 2014 werd de film Firebird (Stravinsky) uitgevoerd met het Radio Filharmonisch Orkest o.l.v. Mark Wigglesworth. Het Nederlands Philharmonisch Orkest speelde in 2015 vijf voorstellingen van Firebird in het Koninklijk Concertgebouw. In het televisieprogramma DWDD werden scènes uit de film uitgezonden met live orkest.
In juli 2016 debuteerde Symphonic Cinema in Azië in het National Center for Performing Arts te Beijing. In april 2017 werd Firebird uitgevoerd in het Barbican Centre London door het BBC Symphony Orchestra. Sindsdien wordt Symphonic Cinema wereldwijd uitgevoerd. Recente producties in het genre zijn Daphnis & Chloé op de gelijknamige balletmuziek van Maurice Ravel  en The Echo of Being op delen uit Gustav Mahler’s symfonieën no. 2,4 en 9.